# Jean Buridan

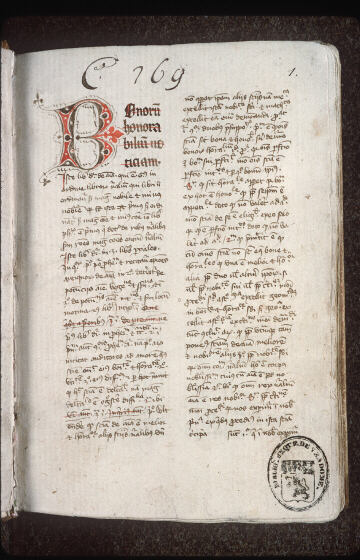
Rukopis Buridanova komentáře k Aristotelovu spisu "O duši" (Kolem 1362)

Jean Buridan, latinsky Joannes Buridanus (před 1300 Béthune – po 1358) byl francouzský pozdně středověký filosof nominalistické orientace (kritický pokračovatel Williama Ockhama), mistr pařížské artistické fakulty a v letech 1328 a 1340 rektor celé pařížské university - Sorbonny.

## Život
O Buridanově životě není známo mnoho. V mládí studoval v Paříži, nejprve na Lemoinově koleji, kde měl stipendium pro nemajetné studenty, potom na artistické fakultě pařížské Sorbonny, kde kolem roku 1325 získal titul magistra a stal se velmi úspěšným učitelem a dokonce dvakrát rektorem univerzity. Přednášel logiku, metafyziku, přírodní filosofii čili fyziku a etiku a napsal řadu pozoruhodně originálních komentářů, hlavně k Aristotelovým spisům. Zemřel patrně mezi léty 1358 a 1361.
Ještě dlouho po jeho smrti se o něm vyprávěly neuvěřitelné (a vesměs nepravděpodobné) historky o konfliktech s králem, s papežem a dalšími, které jen dokládají, že byl ve své době velmi výrazná a zajímavá osobnost. Na Buridanově dlouhé a úspěšné univerzitní kariéře je zvláštní, že osoba jeho schopností nepokračovala ve studiu teologie, jak bylo v té době obvyklé. Za druhé, významní myslitelé té doby (například Tomáš Akvinský, Bonaventura, Duns Scotus, William Ockham) byli vesměs členy řeholních řádů, kdežto Buridan zůstal celý život „světským“ knězem.

## Myšlení a dílo
I když nemáme žádné náznaky, proč tomu tak bylo, z Buridanova díla je zřejmé, že pro něho byla filosofie samostatnou a světskou disciplínou, studiem toho, co člověk může poznat smysly a rozumem, nezávislým na teologii a Božím zjevení. Protože nebyl členem řádu, nebyl zapleten do velkých sporů 14. století, které téměř vyčerpaly život W. Ockhama, kdežto Buridan se mohl v klidu věnovat své filosofii a napsat neobyčejně rozsáhlé dílo.
Buridan napsal komentáře téměř ke všem Aristotelovým spisům a díky pečlivým a přesným formulacím určovaly jeho knihy školskou filosofii na mnoha evropských univerzitách až dlouho do 16. století. Z dnešního pohledu je zajímavá jeho logika, daleko pozornější k faktickému jazyku a jeho možnostem než tomu bylo u jeho předchůdců i současníků. Buridan se věnuje možnostem nepřímé, metaforické i ironické řeči a dospívá k názoru, že o žádné větě nelze jednoznačně říci, zda je pravdivá nebo nepravdivá, pokud nebereme ohled na záměr (intenci) mluvčího a na kontext, v němž byla vyslovena.
V metafyzice Buridan bez obav pojednává o nekonečných předmětech i o nedělitelných bodech a hájí názor, že s nimi lze zacházet, i když si je nedovedeme představit. V přírodní filosofii, středověké „fyzice“, je Buridan zastáncem teorie impetu, která později pomohla k vytvoření konceptu setrvačnosti: hozený kámen se nepohybuje proto, že by mu pohyb dodávaly například vzdušné víry, nýbrž proto, že si sám udržuje jisté množství „impetu“, které se umenšuje odporem prostředí. Naopak padající kámen kumuluje impetus, takže padá stále rychleji.

### Buridanův osel
Hlavní článek: Buridanův osel
Jeanu Buridanovi se připisuje bajka o oslu, který váhá mezi dvěma otýpkami sena tak dlouho, až nakonec zdechne hlady. Podobné téma se vyskytuje ve filosofické tradici už od Aristotela, ale bajka o oslu v Buridanových spisech není. Přisoudili mu ji patrně mnohem pozdější kritikové, kteří tak parodovali Buridanovu nauku, že lidská vůle je sice podřízena rozumu, přesto však má svobodu odkládat rozhodnutí, dokud se jí rozumové důvody nezdají dostatečně přesvědčivé.

## Hlavní spisy
- Summulae logicae (dokončeno 1325; tiskem např. Paříž, 1487)
- Quaestiones in X libros ethicorum Aristotelis (Paříž, 1489; Oxford, 1637)
- Compendium logicae (Benátky, 1489)
- Quaestiones in VIII libros politicorum Aristotelis (Paříž, 1509)
- In Aristotelis Metaphysica (Paříž, 1518)
- Tractatus de consequentiis (Louvain, 1976)
- Tractatus de infinito (Nijmegen, 1991)

(Pozn.: Údaje v závorkách udávají rok dokončení spisu, resp. některé edice spisů, ať už humanistické, nebo moderní.)